# 1918 год в театре
1918 год в театре

## Знаменательные события
- В Киеве основан «Музыкально-драматическая школа Николая Витальевича Лисенко» (впоследствии Киевский театральный институт имени Карпенко-Карого)
- В Оше под руководством Рахмонберди Мадазимова на базе концертной бригады Реввоенсовета Туркестанского фронта основан Ошский Государственный академический узбекский музыкально-драматический театр имени Бабура — старейший профессиональный театр Кыргызстана, второй старейший театр в Центральной Азии.
- В Казани основан театр «Чувашская драма», впоследствии переехавший в город Чебоксары и ставший Чувашским драматическим театром имени К. В. Иванова

## Персоналии

### Родились
- 3 апреля — Миклош Хубаи, венгерский драматург.
- 12 апреля — Андрей Алексеевич Попов, советский актёр театра и кино, народный артист СССР (1966).
- 14 июля — Ингмар Бергман, шведский режиссёр, сценарист и писатель.
- 11 октября — Джером Роббинс, американский хореограф.
- 12 декабря — Яков Аркадьевич Халецкий, актёр театра, поэт, заслуженный артист России.
- 16 декабря — Нина Ульяновна Алисова, советская и российская актриса театра и кино, заслуженная артистка РСФСР.
- 1 октября — Мария Црнобори, сербская и югославская актриса театра и кино, театральный деятель.

### Скончались
- 9 ноября — Луиджи Рази, итальянский актёр, драматург, историк театра.